# Vajukosken allas
Vajunen eller Vajukosken allas är en sjö och Vajukoski vattenkraftverks vattenmagasin i Kitinen, ett biflöde till Kemi älv i kommunen Sodankylä i landskapet Lappland i Finland. Sjön ligger 204 meter över havet. Arean är 14,27 kvadratkilometer och strandlinjen är 75,36 kilometer lång. Sjön  ingår i Kemi älvs huvudavrinningsområde.   Den ligger omkring 140 kilometer norr om Rovaniemi och omkring 840 kilometer norr om Helsingfors. 
I sjön finns ön Vajusensaari. 